# Гунтмадинген
Гунтмадинген (нем. Guntmadingen) — деревня и бывшая коммуна в Швейцарии, в кантоне Шаффхаузен.
До 2012 года имела статус отдельной коммуны. 1 января 2013 года вошла в состав коммуны Беринген.
Население составляет 249 человек (на 31 декабря 2006 года). Официальный код — 2902.

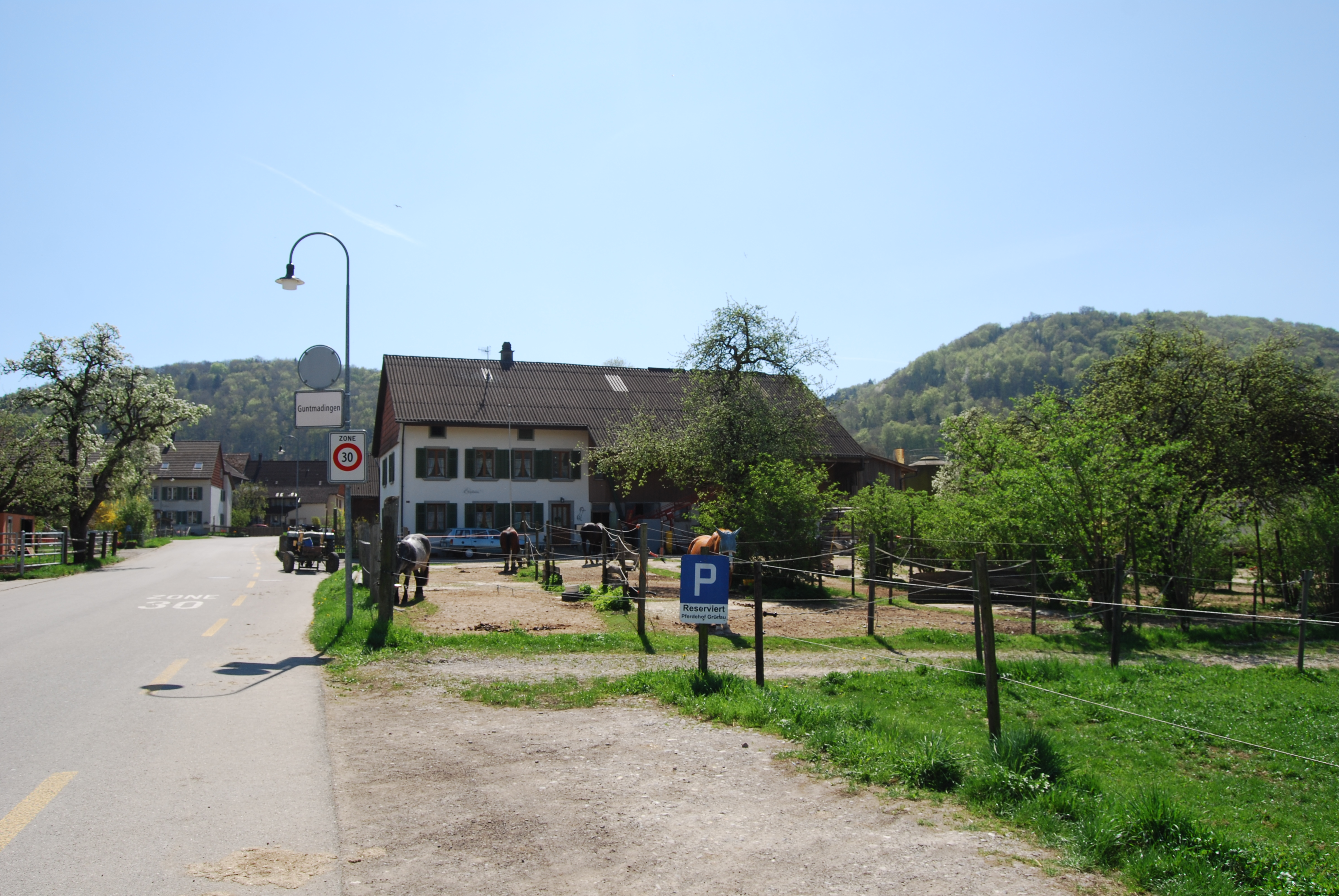
Гунтмадинген